# Perais
Perais es una freguesia portuguesa del concelho de Vila Velha de Ródão, con 81,84 km² de superficie y  habitantes (2001). Su densidad de población es de 7,2 hab/km².